# Обманутые (фильм)
«Обманутые» (латыш. Pieviltie) — советский чёрно-белый фильм 1961 года, снятый на Рижской киностудии.
В СССР в 1961 году фильм посмотрели 20,5 млн зрителей, он занял 32-ю строчку в лидерах кинопроката.

## Сюжет
Молодой учитель Янис, только что окончивший в Москве педагогический институт, возвращается в родное латгальское село Новые Гуданы и начинает работать в школе. Но за время его отсутствия село изменилось — повсюду он видит черные сутаны монахов. Монашки сидят у изголовья его больной матери. Любимая им девушка Лиените одета в чёрное одеяние послушницы и стала «сестрой Анной». А друг детства Антон стал ксендзом.
Между школой и церковью — учителем Янисом и ксендзом Антоном, тонким психологом, начинается борьба за болезненного, но чрезвычайно одаренного мальчика-скульптора Андриса — непризнанный в школе, он находит внимание к своему таланту в церкви. Одновременно сестра Анна не может смириться с царящим в стенах монастыря лицемерием, и бежит из обители…

## В ролях
- Астрида Кайриша — Лиените, в монашестве сестра Анна
- Эдуардс Павулс — Янис, учитель
- Валдемарс Зандбергс — Антон, ксендз
- Велта Лине — сестра Беате
- Екатерина Бунчук — игуменья
- Альфред Видениекс — ксендз Доминик
- Николай Барабанов — епископ
- Зигрида Стунгуре — Мария
- Гунарс Плаценс — Гунар
- Янис Грантиньш — учитель
- Эрика Ферда — эпизод

## Съемки
Один из трёх полнометражных художественных фильмов, выпущенных Рижской киностудией в 1961 году.
Съёмки велись в Латвии, одна из локаций — замок Яунпилс. Первоначальное рабочее название фильма — «Тени заката».

## Критика
Официальные издания по кинематографии сдержанно, но положительно оценили фильм как относительную удачу режиссёра, отмечая актуальность темы фильма.
В то же время в журнале «Искусство кино» на фильм была дана негативная рецензия, где в первую очередь как слабый, надуманный и нелогичный был расценен сценарий фильма:

В конце концов, запутавшись в попытках одолеть ксёндзов и монастырь силами Яниса, сценаристы предлагают зрителям спасительную «находку» — лжечудо и гибель маленького Андра. Но может ли кого-либо убедить такая «палочка -выручалочка»? Фильм создает у зрителей неверное представление о противнике, не обнажает всерьез его сильных и слабых сторон, не раскрывает причин обращения к религии в наши дни. Церковники, за исключением ксендза Антона, даны как некие символы, а порой и карикатуры на аскетизм, коварство, двоедушие духовенства. Это вступает в противоречие с сугубо конкретной и спокойной общей тональностью повествования и делает фигуры церковников условными и неправдоподобными. Сценаристы, как правило, наделяют персонажей не живыми конкретными характерами, а функциями в общей канве сюжета.
Режиссёрская и операторская работа также была подвергнутся критике, хотя и отмечались отдельные удачные моменты:

Впрочем, о едином решении картины говорить очень сложно. Фильм дробится на отдельные куски, как будто сделанные художниками не только в разной степени одаренными, но и по-разному видящими мир. Попытка яркого, поэтичного решения особенно запоминается в эпизоде прихода Яниса в монастырь. Здесь все — неумолчный гул колокола за кадром, эхо голосов, мизансцены, монтаж, а всего более выразительные композиции оператора — помогает достичь эмоционального напряжения. Нет логической связи этих отдельных решений. И здесь немало упреков следует адресовать также и оператору. В. Массу никак не откажешь в выразительности отдельных композиций, но большинство их производит впечатление самостоятельных врезок — фотографий, никак не монтирующихся с общим стилем эпизода, с его световой и пластической характеристикой в целом- В самом деле, крупный план Анны, с отбрасываемой. на её лицо тенью оконной рамы в виде креста, значителен. Но какое неожиданное впечатление производит он, вдруг врезавшись в обычные спокойные кадры эпизода в доме Яниса! Как неуместен он в простой монтажной фразе: «Анна подходит к окну»! Оператор, в поисках эффектного решения, то и дело забывает о цельности кинематографического повествования. Нередко даже световой режим делает сильнейший скачок от кадра к кадру в поисках вящей драматичности.
Антирелигиозную цель фильма рецензент счёл не достигнутой:

В состоянии ли фильм «Обманутые» нанести удар по религиозной идеологии? Думаю, что нет, потому что он концентрирует внимание не на борьбе идей, а на мелких побочных конфликтах. В «Обманутых» поражает ощущение оторванности от жизни, замкнутости в себе. Как будто герои повествования разом оказались в запаянной консервной банке. Фильм лишен жизни, её юмора, её пусть мелких, но тонких наблюдений. Можно сделать определённые скидки на неудачное дублирование фильма, на особенности национального характера, но ничем пе объяснить статичности эпизодов, отсутствия разработанного режиссурой «второго плана». Создавая фильмы на антирелигиозную тему, нельзя не заботиться об особой убедительности того, что происходит на экране. Спор с религией должен идти во всеоружии идейных и художественных средств. На этот раз их не оказалось в руках рижских кинематографистов.
Отсутствие разработки темы подчёркивалось и другими критиками:

В картине был и средневековый монастырь, где маялись монахини, томящиеся в неволе, и пытки, и доносы, и заточения в карцер, и мрачные кельи, и другие внешние атрибуты понятий «церковь» и «религия», но не было гневного разоблачения сущности религии.
При всех недостатках фильма критикой была положительно оценена работа актёров. Из десяти актёров в основных ролях трое — Народные артисты Латвийской ССР и три лауреата Сталинской премии, но особо критикой выделялась игра исполнительней главных ролей: Эдуардса Павулса и Астриды Кайриши:

Можно понять сложность положения актёров, занятых в этом фильме. К Павулсу это относилось в первую очередь. Со свойственным ему ощущением правды актёр чувствовал себя в предложенных обстоятельствах чрезвычайно затруднительно. Умный, интеллигентный, чуткий герой совершал поступки, которые не вязались с его обликом, характером, с его естественной природой. Фильм обнаружил, что Павулс — актёр «опасный». Надуманную, ложную ситуацию он взрывает изнутри логикой и убежденностью создаваемого им характера.
Для 19-летней только что окончившей среднюю школу Астриды Кайриши — это была дебютная, и сразу главная роль:

Натуре актрисы близки приподнятость, возвышенность чувств. Этот романтизм не абстрактен, как часто бывает. Он прочно связан с жизненными реалиями и психологически мотивирован. Её героиня, юная Лиените, уходила в монастырь, становилась послушницей, «сестрой Анной». Здесь, в стенах монастыря, и разворачивалась её драма: девушка не могла смириться с лицемерием, которое её окружало. Её яростный порыв к жизни настоящей, полной, не отравленной ложью заканчивался бегством из обители. С филигранным мастерством актрисе удалось передать это нарастание протеста, этот диапазон чувств — от смирения, погруженности в себя — к открытому бунту, активному действию. Стало ясно, что в латышское кино пришла яркая исполнительница с интересным духовным миром, превосходными внешними данными, тонкая и самобытная. Дебют был замечен.— Экран, 1977